# Roslags-Bro distrikt
Roslags-Bro distrikt är ett distrikt i Norrtälje kommun och Stockholms län. 
Distriktet ligger nordost om Norrtälje. 

## Tidigare administrativ tillhörighet
Distriktet inrättades 2016 och utgörs av socknen Roslags-Bro i Norrtälje kommun.
Området motsvarar den omfattning Roslags-Bro församling hade vid årsskiftet 1999/2000.